# Nepenthes spathulata
Nepenthes spathulata Danser, 1935 è una pianta carnivora della famiglia Nepenthaceae, nativa di Giava e Sumatra, dove cresce a 1100–2900 m.

## Conservazione
La Lista rossa IUCN classifica Nepenthes spathulata come specie a rischio minimo (Least Concern).